# Türkische Basketball-Föderation
Die Türkische Basketball-Föderation (TBF) (in Türkisch: Türkiye Basketbol Federasyonu) ist der offizielle Basketball-Verband in der Türkei.

## Geschichte und Aufgaben
Die TBF wurde 1959 gegründet und hat ihren Sitz in İstanbul. Die TBF ist Mitglied der Fédération Internationale de Basketball (FIBA) und kooperiert mit der Union des Ligues Européennes de Basketball (ULEB). Präsident der TBF ist Hidayet Türkoğlu. Der Verband ist außerdem für die türkische Basketballnationalmannschaft der Herren und die türkische Basketballnationalmannschaft der Damen verantwortlich. Die TBF organisiert drei Ligen für Männer und zwei Ligen für Damenmannschaften.

## Fakten zum Basketball in der Türkei
| Kriterium                                    | Anzahl       | Beleg/Quelle               |
| -------------------------------------------- | ------------ | -------------------------- |
| Registrierte Vereine                         | 6.312        | FIBA Mediaguide 2012 (pdf) |
| Lizenzierte weibliche Basketballspielerinnen | 16.296       | FIBA Mediaguide 2012 (pdf) |
| Lizenzierte männliche Basketballspieler      | 67.517       | FIBA Mediaguide 2012 (pdf) |
| Unlizenzierte Basketballspieler/innen        | keine Angabe | FIBA Mediaguide 2012 (pdf) |

## Spielbetrieb

### Männer-Ligen
- TBL Türkiye Basketbol Ligi: 16 Teams
- TB2L – 2. Türkiye Basketbol Ligi – 4 Divisionen
  - Gruppe A: 16 Mannschaften
  - Gruppe B: 16 Mannschaften
  - Gruppe C: 16 Mannschaften
  - Gruppe D: 16 Mannschaften

- EBBL Erkekler Bölgesel ligi – 2 Divisionen
  - Hauptgruppe: 20 Teams
    - 8 Teams aus Istanbul
    - 6 Teams aus Ankara
    - 5 Teams aus Izmir
    - 1 Team aus Bursa

  - Anatolische Gruppen:
  - 66 Teams in 5 Regionen
    - Region 1: 12 Mannschaften
    - Region 2: 14 Mannschaften
    - Region 3: 12 Mannschaften
    - Region 4: 14 Mannschaften
    - Region 5: 14 Mannschaften

### Damen-Ligen
- TBBL Türkiye Kadınlar Basketbol Ligi: 12 Mannschaften
- BB2L Türkiye Bayanlar 2. ligi (4 Gruppen)
  - Gruppen A, B, C and D: 9 Mannschaften pro Gruppe.

## Basketballnationaltrainer des Verbandes (Auswahl)
- Ergin Ataman

- Erman Kunter

- Bogdan Tanjević

## Basketballfunktionäre des Verbandes (Auswahl)

### Liste von Präsidenten
| Name             | von | bis | Beleg |
| ---------------- | --- | --- | ----- |
| Hidayet Türkoglu |     |     | [ 1 ] |
| Turgay Demirel   |     |     | [ 2 ] |

### Liste von Generalsekretären
| Name             | von | bis | Beleg |
| ---------------- | --- | --- | ----- |
| Serhan Antalyalı |     |     | [ 1 ] |
| Ali Özsoy        |     |     | [ 2 ] |